# 科尼亞·佐菲婭
科尼亞·佐菲婭（匈牙利語：Kónya Zsófia，1995年2月6日—），為匈牙利短道速滑運動員，她代表匈牙利隊參加了在中國北京舉行的2022年冬季奧林匹克運動會，在混合2000米接力比賽上獲得了銅牌。